# Bagdá Catum
Bagdá Catum  (falecida em 16 de novembro de 1335) foi uma princesa chupânida que ganhou uma posição de destaque nos últimos anos do Ilcanato. Ela era filha de Chupã.
Bagdá Catum casou-se primeiramente com Haçane Buzurgue, o futuro fundador do Sultanato Jalaírida, em 1323. Pouco depois, ela chamou a atenção de ilcã Abuçaíde Badur, do Ilcanato, que havia se apaixonado por ela apesar de seu estado civil. Isso não agradou seu pai, o emir Chupã. Abuçaíde compeliu Haçane Buzurgue a divorciar-se dela em 1325, o que ocorreu pouco tempo depois. Com o divórcio entre ela e Haçane Buzurgue, Abuçaíde Badur pediu-a em casamento e os dois casaram-se por volta do início de 1326. Ela passou a exercer uma influência considerável sobre o seu cônjuge, alcançando a posição de Kodavandgar (grande senhor ou grande senhora). Usando seu poder, Bagdá impediu o casamento da viúva de Chupã, Corducim, que desejava casar-se novamente com Queaçadim, de Herate, que havia assassinado seu pai em 1327. Ela também conseguiu ganhar um tratamento respeitoso de sua madrasta, Sati Begue, e o filho de Sati, Surgã
Durante seu casamento com Abuçaíde, vários rumores surgiram envolvendo sua participação em conspirações contra o Ilcanato. A especulação de que ela havia planejado contra a administração de Haçane Buzurgue, em 1331 e 1332, foram desmentidas, mas não foram esquecidas. Quando Abuçaíde morreu, acreditava-se por alguns de que ela estava por trás de sua morte. Se ela teve qualquer envolvimento com a sua morte ou não, permanece um mistério. Em qualquer caso, ela foi acusada de assassinato pelo sucessor de Abuçaíde no Ilcanato, Arpa Queum. Bagdá foi, ainda, acusado de planejar a invasão do Ilcanato por Usbeque Cã, do Canato da Horda Dourada. Ela foi executada em 1335, sob ordens de Arpa Queum.